# Смирнов, Александр Павлович (учёный)
Алекса́ндр Па́влович Смирно́в (1898, Творино, Ярославская губерния, Российская империя — 7 сентября 1937, Тара, Омская область, РСФСР СССР) — советский учёный, агроном. Стал жертвой «Большого террора».

## Биография
Александр Смирнов родился в 1898 году в селе Творино Ярославской губернии в семье священника. В 1918 году окончил Ярославскую духовную семинарию и поступил в Петровскую сельскохозяйственную академию, в 1919 году перевёлся в Ярославский университет, который окончил в 1924 году. С 1925 года работал на Ленинградской областной опытной станции в имении Белогорка — сначала старшим ассистентом, потом заведующим отделом полеводства. В 1930 году в ходе «чистки соваппарата» специальная комиссия сняла Смирнова с должности «по 2-1 категории» без права занимать руководящие посты в течение пяти лет. Смирнов переехал в Ленинград и стал старшим агроспециалистом в Институте реконструкции сельского хозяйства. По совместительству он работал учёным специалистом во Всесоюзном институте растениеводства. В последующие годы Смирнов опубликовал ряд научных трудов, в том числе «Курс кормодобывания применительно к условиям северной нечерноземной полосы», ставший учебным пособием и издававшийся большими тиражами.
Ночью на 3 марта 1933 года Смирнова арестовали. Согласно обвинению, он, «…являясь руководителем созданной им к[онтр]/р[еволюционной] эсеро-народнической ячейки в Институте реконструкции сельского хозяйства, составил и спустил в колхозы вредительскую схему и инструкцию по севооборотам в колхозах Ленинградской области и принимал активное участие в составлении вредительской карты климатических условий области…». Судебная «тройка» приговорила Смирнова к пяти годам заключения, но позже лагерь заменили высылкой в Западную Сибирь. Последующие годы Смирнов провёл в Таре, где работал по специальности. Он участвовал в создании сельскохозяйственной опытной станции, закладывал основы исследования сельского хозяйства в Западной Сибири.
26 июня 1937 года Смирнов снова был арестован. 7 сентября его расстреляли, но семье (жене и сыну Игорю) об этом таки не сообщили. В 1947 году Любови Смирновой ответили на её запрос, что Александр Павлович находится в ИТЛ (исправительно-трудовом лагере), в 1950 — что он умер в 1942 году «от острой сердечной недостаточности». В 1959 году Смирнов был реабилитирован по делу 1933 года, в 1990 — по делу 1937 года. Только в 1990 году Игорь Смирнов узнал о расстреле отца.
После Александра Смирнова осталось 92 письма, которые он писал жене из Тары, подробно описывая свою жизнь. Эти письма случайно нашёл его сын, разбирая вещи матери.